# Константин V Копроним
Константин V Копроним  (грч.: Κωνσταντίνος Ε' ο Κοπρώνυμος ή Καβαλίνος) (718-14. септембар 775) је био византијски цар од 741. до 775. У току његове владавине иконоборачки покрет је био на врхунцу.

## Младост
Константин је био син и наследник византијског цара Лава III Исавријанца и његове супруге Марије. Погрдни надимак Копроним, значи именован по балеги, наводно је добио јер је према иконофилским изворима наводно обавио велику нужду у фонтану за крштавање или пак у пурпурну тканину којом је био обмотан.
У августу 720. отац га је прогласио за савладара и оженио се Цицаком, ћерком хазарског кагана Бихара. Нова млада је била крштена 732. и добила је име Ирина (Мир). Брак је требало да осигура савез две државе и уједно је то био први случај женидбе византијског цара са једном страном принцезом. Константин је наследио свога оца и постао једини владар 19. априла 741. Наслеђивање трона прошло је како се очекивало без проблема, али његов ауторитет је убрзо доведен у питање.

## Грађански рат против Артавазда
Константин је ратовао јуна 741. или 742. на источној граници царства против Арапа Омејидског халифата. Током рата са Арапима напао га је и његов зет Артавазд, стратег теме Јерменијак. Поражени Константин је потражио уточиште у теми Аморион, док је Артавасд искористио прилику да уђе у Цариград где је прихваћен за цара. Константин је добио подршку теме Анатоликон и Тракесијон, а Артавазд је, поред војника из Јерменијака, које је са собом довео, добио и подршку тема у Тракији и Опсикијона.
Након обостраних војних припрема два цара Артавасд је први кренуо у напад, али Константин V га је поразио маја 743. Три месеца довније Константин је победио и Артаваздовог сина Никиту, а почетком новембра је ушао у Цариград, где се обрачунао са противницима. Једне је ослепео, а друге погубио. Током Артаваздове узурпације поново је дозвољено поштовање икона, тако да је Константин по повратку на власт постао још ватренији иконоборац од свога оца.

## Иконоборство и репресија над монасима
У фебруару 754. Константин је сазвао у цариградској палати Хијерији синод на коме су присуствовали само иконоборачки епископи. Синод је одобрио Константинову политику и осигурао избор новога патријарха, који је био противник икона. Након тога је уследила је обимна акција уклањања слика са зидова црквава и чистка двора и администрација од иконодула, тј. поборника икона.
Пошто су манастири били посебно везани за иконе, Константин је циљао на манастире вршећи велику репресију на манастирима. Отимао је манастирску имовину у корист државе или војске, присиљавао је монахе да се жене. Према монасима је посебно окрутан био царски генерал Михајло Лаханодракон, који је монасима претио да ће им очи повадити или их прогнати.
Старешину једног манастира Стефана Новог маса је брутално линчовала на захтев власти. Многи монаси су због тога побегли у јужну Италију и Сицилију. До краја Константинове власти иконоборство је ишло до тога ступња да су проглашавали јеретичким реликвије и молитве свецима.
Константин је био способан генерал и администратор. Реорганизовао је војне дистрикре царства, теме и осмислио је нове војне дивизије зване тагмата. Реорганизацију је извео да би минимизовао опасност од урота и да би ојачао обрамбене способности царства. Са реорганизованом војском кренуо је у походе на три велике границе.

## Походи против Арапа и Бугара
Омејидски халифат је био у нереду у доба Марвана II, па је Константин 746. искористио прилику и напао је Сирију и заузео је Германикеју (Мараш), родно место његова оца. Организовао је пресељење дела хришћанског становништва на царске територије у Тракији. Током 747. уништио је арапску флоту крај Кипра.
Током 752. Константин подузима нову кампању против Арапа Омејидског халифата под Ас-Сафахом. Заузео је Теодосиопулис и Мелитене (Малатја). Поново је преселио део становништва на Балкан. У тим походима није осигурао неки конкретно добитак, али био је стално у офанзиви.
Успеси у походима против Арапа омогућили су да на Балкану води агресивнију политику. Пресељењем становништва са истока у Тракију појачао је просперитет и одбрану подручја. То је изазвало забринутост Бугарске, па је уследио сукоб са Бугарском, који је са прекидима трајао око двадесет година. Кормисош од Бугарске је харао до Анастазијевог зида, али Константин га је победио у једној бици. Тако је започела серија успешних похода против Бугара. Бугарски хан Телец је тако 761. као савезнике имао и део Словена. Константинове победе, а посебно она у бици код Анхиала 763. изазвале су велику нестабилност у Бугарској.
Шест бугарских владара је изгубило круну због њихових неуспеха у рату са Константином. Са тим ратом повезана је и једна сеоба словенских племена, који су побегли преко Црног мора и са царевом дозволом се населили око реке Артанаса у Малој Азији. Преселило се око 208.000 Словена. Бугарски владар Телериг је успео да консолидује некако прилике, али земља је пострадала након пораза, грађанског рата и одласка великог броја Словена. Почео је преговоре са Брсјацима да би поново колонизовао Бугарску.
Константин је умро 775.

## Потомство
Цицак и Константин имали су једног сина:
- Лав IV Хазар, византијски цар (775-780)

Марија и Константин нису имали деце.
Евдокија и Константин су имали шесторо деце:
- Нићифор, проглашен за цезара 769. године. Теофан га помиње у неколико побуна против византијских царева. Учествовао је у побуни 776. године против свога полубрата, Лава IV, 780. године у побуни против Ирине и 792. године против Константина VI.
- Христифор, проглашен за цезара 769. године. Теофан га помиње у неколико побуна, заједно са Нићифором. Замонашио се 780. године, а 792. године му је одсечен језик. Ослепљен је 799. године.
- Никита, проглашен нобилисом 769. године. Теофан га помиње у неколико побуна, заједно са Нићифором. Замонашио се 780. године, а 792. године му је одсечен језик. Ослепљен је 799. године.
- Антимос, проглашен за нобилиса од стране полубрата Лава IV 775. године. Замонашио се 780. године, а 792. године му је одсечен језик. Ослепљен је 799. године.
- Евдокимос, проглашен за нобилиса од стране полубрата Лава IV 775. године. Замонашио се 780. године, а 792. године му је одсечен језик. Ослепљен је 799. године.
- Света Антуса Млађа (757-809), монахиња[1].